# Gaj (powiat olsztyński)
Gaj (dawniej niem. Gay) – wieś w Polsce położona w województwie warmińsko-mazurskim, w powiecie olsztyńskim, w gminie Olsztynek. W latach 1975–1998 miejscowość należała administracyjnie do województwa olsztyńskiego.
Mazurska wieś położona przy drodze Olsztynek-Ostróda, z przystankiem autobusowym, sklepem spożywczym i gospodarstwem rolnym z atestem „Ekolandu”. W pobliżu wsi znajduje się cmentarz katolicki z początku XX w. oraz dwa jeziora: Gugowo i Tłuczek.

## Historia
Wieś wymieniana w dokumentach z 1783 r. W 1933 r. ówczesne władze niemieckie zmieniły urzędową nazwę wsi z Gay na Neuhain. W 1939 r. we wsi było 196 mieszkańców. W 2005 r. mieszkało tu 140 osób.